# Liste des consulats généraux à Hô Chi Minh-Ville
Liste des consulats généraux à Hô Chi Minh-Ville :
1. consulat général d'Australie. 5B, bvd Ton Duc Thang, arron. 1.
2. consulat général de Belgique. 7e étage, Sunwah Tower, 115, bvd Nguyen Hue.
3. consulat général du Cambodge. 41, rue Phùng Khắc Khoan, arron. 1.
4. consulat général du Canada. 235, rue Dong Khoi, dist. 1.
5. consulat général de la république populaire de Chine. 39, rue Nguyen Thi Minh Khai, dist. 1.
6. consulat général de Cuba. 5B, 45, rue Phùng Khắc Khoan, dist. 1.
7. consulat général de la Tchéquie. 28, rue Mac Dinh Chi., dist. 1.
8. bureaux danois du commerce et de l'économie. 1801 Sunwah Tower. 115, bvd Nguyen Hue.
9. consulat général de France. 27, rue Nguyen Thi Minh Khai, arron. 3.
10. consulat général d'Allemagne. 126, rue Nguyen Dinh Chieu, dist. 3.
11. consulat général de Hongrie. 22, rue Phùng Khắc Khoan, dist. 1.
12. consulat général d’Inde. 49, rue Tran Quoc Thao, dist. 3.
13. consulat général d’Indonésie. 18, rue Phùng Khắc Khoan, dist. 1.
14. commission du commerce Italienne. 17, bvd Le Duan, dist. 1.
15. consulat général du Japon. 13-17, bvd Nguyen Hue, dist. 1.
16. consulat général du Laos. 9B, rue Pasteur, dist. 1.
17. consulat général de la république de Corée. 107, rue Nguyen Du, dist. 1.
18. consulat général de Malaisie. 2, Ngo Duc Ke, dist. 1.
19. consulat général des Pays-Bas. 29, bvd Le Duan, dist. 1.
20. consulat général de Nouvelle-Zélande. R 909/9e étage bâtiment Metropole, 235, rue Dong Khoi, dist. 1.
21. consulat général de Norvège. 21-23, rue Nguyen Thi Minh Khai, dist. 1.
22. consulat général de Panama. 7A, rue Le Thanh Ton, dist. 1.
23. consulat général des Philippines. 29, bvd Le Duan, dist. 1. 8233157.
24. consulat général de Pologne. 5, bvd Le Loi, dist. 1.
25. consulat général de Russie. 40, rue Ba Huyen Thanh Quan, dist. 3.
26. consulat général de Singapour. 8e étage, Saigon Centre, 65, bvd Le Loi, dist. 1.
27. bureaux espagnols de l'économie et du commerce. 25, rue Phùng Khắc Khoan, dist. 1.
28. consulat général de Suisse. 124, rue Dien Bien Phu, dist. 1. Tél : 8205402. Fax : 82205402, 8244856.
29. consulat général de Suède. 8A/11, rue Thai Van Lung, dist. 1.
30. consulat général de Thaïlande. 77, rue Tran Quoc Thao, dist. 3.
31. consulat général du Royaume-Uni. 25, bvd Le Duan, dist. 1.
32. consulat général des États-Unis. 4, bvd Le Duan, dist. 1.